# Прихолмье
Прихолмье — поселок в Минусинском районе Красноярского края. Административный центр Прихолмского сельсовета.

## История
В 1976 г. Указом Президиума ВС РСФСР поселок фермы № 3 Енисейского совхоза переименован в Прихолмье.

## Население
| 2010 |
| ---- |
| 1072 |